# Færder
Færder è un comune della Norvegia situato nella contea di Vestfold, nella zona sudorientale del paese.
Il comune è stato costituito il 1º gennaio del 2018 unendo i comuni di Nøtterøy e Tjøme.

## Geografia fisica
Il territorio del comune è costituito da 653 isole e isolotti comprese tra il fiordo di Oslo e il Tønsbergfjord. Fa parte del comune la parte principale dell'isola di Nøtterøy il cui estremo settentrionale è parte del comune di Tønsberg, tra le altre isole vi sono Tjøme
Confina a nord con il comune di Tønsberg e ad ovest con quello di Sandefjord. 
Parte del territorio comunale fa parte del Parco nazionale Færder, dodici sono le aree protette comprese nei confini comunali.

## Storia

### Simboli
Lo stemma di Færder è uno scudo d'azzurro, al fiocco d'argento.